# Star Trek: Generace
Star Trek: Generace (v anglickém originále Star Trek Generations) je americký sci-fi film studia Paramount Pictures a režiséra Davida Carsona. Jedná se celkově o sedmý celovečerní snímek na motivy Star Treku, zároveň ale první, kde vystupuje posádka ze seriálu Star Trek: Nová generace. Film byl do kin uveden v roce 1994 a celosvětově vydělal 118 milionů dolarů. Jeho děj je časově rozdělen do dvou částí, první z nich se odehrává na konci 23. století při vypuštění nové hvězdné lodi USS Enterprise-B. Při této slavnostní příležitosti je ale plavidlo poškozeno, zničení celé lodi zabrání kapitán James T. Kirk obětováním vlastního života. Děj druhé části snímku je zasazen do třetí čtvrtiny 24. století, kdy Enterprise-D pod velením kapitána Jean-Luca Picarda musí zabránit vědci Soranovi, aby kvůli dosažení vlastního cíle nezničil celou planetární soustavu se stovkami milionů obyvatel. Film chronologicky a částečně i dějově navazuje na seriál Nová generace, jehož vysílání bylo právě v roce 1994 po sedmi sezónách ukončeno.

## Příběh
První část filmu se odehrává v roce 2293. Kapitán James T. Kirk se jako host společně se svými bývalými důstojníky Montgomerym Scottem a Pavlem Čechovem (všichni tři nedávno odešli do výslužby) a novináři účastní prvního letu nové hvězdné lodi USS Enterprise-B. Během cesty po Sluneční soustavě zachytí nouzové volání dvou plavidel s el-aurijskými uprchlíky, které byly zachyceny neznámým energetickým jevem. Ne zcela dokončená loď se jim vydá na pomoc, dokáže však zachránit pouze část uprchlíků včetně doktora Toliana Sorana a Guinan než jev obě transportní plavidla zničí. Enterprise je anomálií následně zachycena také, Kirk sejde na dolní palubu, aby upravil deflektor, který by mohl pomoci lodi dostat se mimo nebezpečí. Energetický jev však zasáhne sekundární trup v místě deflektoru a způsobí mu těžká poškození; trup v sekci, kde se nacházel Kirk, je protržen a kapitán je pokládán za mrtvého.
O 78 let později, v roce 2371 (hvězdné datum 48632.4), zachytí posádka USS Enterprise-D nouzové vysílání ze solární observatoře u hvězdy Amargosa, kde naleznou všechny, vyjma doktora Sorana, zavražděné Romulany. Nadporučík Dat, android, který si právě instaloval čip umožňující mu mít emoce, pomáhá inženýrovi Geordimu La Forgeovi s průzkumem laboratoře, přičemž v tajné místnosti objeví sloučeninu trilithum. V té chvíli se zde objeví Soran, omráčí La Forge a odpálí trilithiovou střelu do blízké hvězdy. Díky této střele se hvězda stane supernovou, její výbuch vyšle rázovou vlnu, která se blíží k observatoři. Soran a La Forge jsou odtud transportováni na Dravce Durasových sester, se kterými vědec spolupracuje (právě pro ně pracoval s trilithiem, s nímž by mohla být vytvořena superzbraň) a které se také chtějí pomstít Enterprise za předchozí prohrané bitvy. Dat je zachráněn posádkou své lodi těsně před zničením observatoře.
Kapitán Jean-Luc Picard se dozví více informací od Guinan, která na lodi působí jako barmanka. Guinan mu vysvětlí Soranův cíl dostat se do Nexu, energetického jevu, se kterým se Enterprise setkala. Picard s Datem si uvědomí, že vědec upravuje trasu tohoto jevu explozí hvězd, a zjistí, že místem, kde může do Nexu vstoupit, je planeta Veridian III. Předtím by ale musel nechat explodovat její hvězdu, což by zničilo celý solární systém včetně Veridianu IV, kde žije 230 milionů obyvatel. Po příletu do soustavy Veridian proběhne výměna zajatců, La Forge je transportován na Enterprise, zatímco kapitán Picard je přenesen na povrch Veridianu III. Zde nalezne Sorana chráněného štítem, jak pracuje na další střele. La Forge, který je zdravotně v pořádku, neví, že jeho VISOR byl upraven a vysílá signál Durasovým sestrám. Když Klingonky pomocí něj zjistí frekvenci štítů Enterprise, zaútočí na vlajkovou loď Federace. Enterprise se brání a klingonského Dravce zcela zničí, sama je však těžce poškozena. Kvůli kritickým škodám na warp jádru nařídí komandér Riker evakuaci sekundárního trupu tak, aby mohla být talířová sekce oddělena od inženýrské. Warp jádro skutečně exploduje, rázová vlna zapříčiní také poškození primárního trupu a jeho nouzové přistání s celou posádkou na povrchu Veridianu III.
Mezitím Picard nalezne díru v Soranově štítu, avšak je již pozdě, aby mu dokázal zabránit v odpálení střely. Veridianské slunce exploduje, čímž mírně upraví trasu anomálie a Nexus tak projde přímo Veridianem III těsně předtím, než jej zničí rázová vlna exploze. Picard i Soran se dostanou dovnitř Nexu, který se nachází mimo prostor i čas, jedná se o jakýsi ráj, který vytváří ideální prostředí podle myšlenek a přání lidí. Picard zde nalezne svoji vysněnou rodinu a také „ozvěnu“ Guinan, která mu poradí, aby zašel za Kirkem. Ten se sem dostal před desítkami let při nehodě na Enterprise-B, protože však na čase uvnitř Nexu nezáleží, rovněž je tu v rámci svého vnímání pouze chvíli. Kapitán Enterprise-D jej přemluví, aby se s ním vrátil do Picardovy přítomnosti a pomohl mu Sorana zastavit. Oba Nexus opustí a vrátí se na Veridian III právě do chvíle, kdy vědci zbývá k odpálení střely několik minut. Společně vzdorují Soranovi, jeho střela exploduje na odpalovací plošině a doktora zabije; tím také bylo zabráněno explozi veridianského slunce. Při souboji je však vážně zraněn i kapitán Kirk, který rovněž umírá. Picard, který jej pohřbí, je následně přepraven raketoplánem k havarované talířové sekci Enterprise-D. Pro přeživší posádku dorazí tři lodě Hvězdné flotily.

## Obsazení
| Patrick Stewart   | kapitán Jean-Luc Picard, velící důstojník          |
| Jonathan Frakes   | komandér William Riker, první důstojník            |
| Brent Spiner      | nadporučík Dat, operační důstojník                 |
| LeVar Burton      | nadporučík Geordi La Forge, šéfinženýr             |
| Michael Dorn      | nadporučík Worf, taktický a bezpečnostní důstojník |
| Gates McFaddenová | komandér Beverly Crusherová, šéflékařka            |
| Marina Sirtisová  | komandér Deanna Troi, poradkyně                    |
| Malcolm McDowell  | doktor Tolian Soran, vědec                         |
| James Doohan      | kapitán ve výslužbě Montgomery Scott               |
| Walter Koenig     | komandér ve výslužbě Pavel Čechov                  |
| William Shatner   | kapitán ve výslužbě James T. Kirk                  |

Ve filmu se také objevily další známé členky posádky Enterprise-D; Whoopi Goldbergová jako barmanka Guinan a Patti Yasutakeová jako podporučík (zdravotní sestra) Alyssa Ogawa. Rovněž obě Durasovy sestry hrály tytéž herečky jako v seriálu Nová generace: Barbara Marchová ztvárnila Lursu a Gwynyth Walshová B'Etor. Cameo roli poručíka na Enterprise-B zde dostal i Tim Russ, který je jinak známý jako Tuvok v seriálu Star Trek: Vesmírná loď Voyager.

## Produkce
Rick Berman, výkonný producent seriálu Star Trek: Nová generace, byl na začátku roku 1993 osloven studiem Paramount Pictures, zdali by chtěl vytvořit v pořadí již sedmý film ze světa Star Treku, s čímž souhlasil. Vznikly dva odlišné scénáře, první od Maurice Hurleyho, editora scénářů Nové generace, a druhý od Ronalda D. Moorea a Brannona Bragy, kteří společně napsali několik epizod Nové generace. Právě jejich scénář byl později vybrán jako vhodný pro natočení celovečerního filmu. Původně měli ve snímku hrát Leonard Nimoy a DeForest Kelley, kteří ale role odmítli. Proto musely být jejich dialogy upraveny, postavy Spocka a doktora McCoye nahradili James Doohan jako Scotty a Walter Koenig jako Čechov. Vystoupení Montgomeryho Scotta je ale v rozporu se jeho replikami z epizody „Host“ Nové generace, která byla natočena v roce 1992. V ní prohlásil, že věří, že kapitán Kirk stále žije, ačkoliv ve filmu Generace, který chronologicky předchází dílu „Host“, je sám svědkem Kirkovy smrti. V oficiálním kánonu byl tento rozpor vyřešen prohlášením, že Scotty je v epizodě „Host“ dezorientovaný, neboť předchozích 75 let strávil dematerializovaný v transportním paprsku. Režisér David Carson neměl před snímkem Star Trek: Generace žádné zkušenosti s celovečerními filmy, natočil ale několik epizod startrekovských seriálů včetně úspěšného dílu Nové generace „Enterprise včerejška“ a úvodní dvojepizody „Poslání“ seriálu Star Trek: Stanice Deep Space Nine. Rozpočet filmu byl stanoven na 35 milionů dolarů.
Natáčení, které trvalo celkem 11 týdnů, začalo 28. března 1994 ve studiích Paramountu scénou kapitána Kirka, který úpravou deflektoru zachraňuje s nasazením vlastního života Enterprise-B. V prvních dnech probíhalo filmování první části filmu, neboť herci z Nové generace ještě dokončovali poslední epizody seriálu. V průběhu druhého dubnového týdne byla natáčena scéna na lodi Lady Washington (replika z roku 1989) na moři poblíž Santa Moniky, která byla pro potřeby filmu přejmenována na Enterprise. Na vzniku Generací se podílelo mnoho členů štábu Nové generace. Jedním z nich byl i designér produkce Herman Zimmerman, který pro film navrhl nové dekorace: solární observatoř, hvězdnou kartografii a interiér klingonského Dravce. Po ukončení natáčení Nové generace také upravil některé již existující sety (můstek Enterprise-D, Picardovu pracovnu, strojovnu). Chata, kde se setkali Picard a Kirk, se nachází v Alabama Hills poblíž Lone Pine v Kalifornii, scéna poté byla dokončena na Beery Ranch. Planeta Veridian III, kde si Soran postavil základnu, byla natočena ve Valley of Fire State Park poblíž Overtonu v Nevadě.
V Generacích byly poprvé v případě startrekovských filmů použity některé počítačově vytvořené modely plavidel, efekty z větší části vytvořila společnost Industrial Light & Magic, částečně i tým Ronalda B. Moorea, který dohlížel na efekty v Nové generaci. Hudbu k filmu složil Dennis McCarthy, který se také významně podílel na seriálu Nová generace. Pro akční scény využíval v široké míře žesťové nástroje, pro Picardovo setkání s rodinou použil více chorální hudbu se syntezátory. Při setkání Picarda s Kirkem zní fanfáry, použil taktéž Courageovo klasické téma s fanfárami.

## Vydání a ohlasy
Film Star Trek: Generace byl do kin uveden 18. listopadu 1994 a v USA vydělal 75,5 milionu dolarů. Celosvětové tržby dosáhly 118 milionů dolarů, což učinilo snímek komerčně úspěšným. Byla vytvořena oficiální internetová stránka snímku, vůbec první taková stránka v historii. Zároveň se jednalo o úspěšný marketingový tah, v době uvedení filmu do kin dosáhla celosvětově několika milionů zobrazení, přičemž v té době měl v USA přístup k internet pouze necelý milion lidí. Stejně jako v případě předchozích startrekovských filmů byla vydána novelizace, kterou napsala J. M. Dillard.
Ohlasy na film byly smíšené. Podle Jamese Berardinelliho z ReelViews mají Generace „navzdory originálnímu příběhu, známým postavám, prvotřídním efektům a cejchu setkání kapitánů Kirka a Picarda něco zásadně neuspokojivého. Film často vypadá jako pouze o něco málo více než předražená dvojepizoda Nové generace“. Jeremy Conrad z IGN považuje snímek za „poněkud uspěchaně vyrobený“, ale označuje jej ze jeden z lepších lichých statrekovských filmů v narážce na fakt, že sudé filmy Star Treku jsou většinou lépe hodnocené.
Na DVD vyšel film poprvé 17. listopadu 1998, na blu-rayi s bonusy v roce 2009. V Česku byl Star Trek: Generace uveden do kin 20. dubna 1995, v televizi byl poprvé vysílán na stanici HBO dne 27. února 1999.